# James Lee’s Wife
James Lee’s Wife – cykl wierszy angielskiego poety Roberta Browninga, opublikowany w tomie Dramatis Personae w 1864. Cykl składa się z dziewięciu utworów: James Lee's Wife Speaks at the Window, By the Fireside, In the Doorway, Along the Beach, On the Cliff, Reading a Book under the Cliff, Among the Rocks, Beside the Drawing Board, On Deck. 
Utwór On the Cliff (Na skale wybrzeża) przełożył na język polski Juliusz Żuławski.